# Városháza (Kecskemét)
A kecskeméti Városháza a város főterén, a Kossuth tér 1. szám alatt található. 1893 és 1897 között épült, szecessziós stílusban. Tervezője Lechner Ödön és Pártos Gyula.

## Az épület története
Kecskeméten a korábbi városháza egy klasszicista stílusú, a 19. század közepe felé már rozoga épület. Régi igényt akart kielégíteni a városi tanács, amikor 1890-ben tervpályázatot hirdetett egy új épület megalkotására. Az öt beérkezett pályamű közül a bíráló bizottság az első díjat Lechner Ödön és Pártos Gyula terveinek ítélte oda, akik sem magasság, sem mélység nem rettent jeligével pályáztak.
Lechner 1869-ben társult Pártossal és együtt építési irodát nyitottak. Kettejük közül Lechner volt a művész, Pártos pedig a vállalkozó. Az épületet 1893 és 1897 között építették fel, szecessziós stílusban. 1911-ben, a nagy földrengés után, Lechner ellenőrzése mellett állították helyre.
1897 és 1996 között az épületben működött a városi könyvtár is.

## Az épület leírása
A művészettörténészek állításai nem egybehangzóak az épület stílusát illetően. Egyesek szerint Lechner a korai francia reneszánszból, mások szerint az angol reneszánszból merített, és vannak olyan vélemények is, hogy a legfontosabb hatást a felvidéki szász városok – így Lőcse – reneszánsz építészete gyakorolta rá. Mindenesetre Lechner öntudatosan kifejtett programja szerint a cél a magyar stílus megteremtése volt. Magyar formanyelv nem volt, hanem lesz. Mert kell lennie. Ez a meggyőződés vezet életpályámon, amelynek egyetlen célja, utat vágni a magyar formanyelv megalakítása felé – írta a Művészet című folyóiratban, 1906-ban. Így bár az alapszerkezet még a reneszánsz korai stíluskorszakának formavilágára épül, a homlokzat díszítése viszont hangsúlyos, hazai földben gyökerező, a magyar népművészet motívumkincsét felhasználó falburkoló kerámia. 
Az épület 4 saroklizénás (keskeny és lapos függőleges falsáv, a falfelület tagolására), főhomlokzatán középrizalittal kiemelt, nagyjából téglalap alaprajzú.
Középrizalitjának ormán a honalapító Árpád fejedelem szobrát helyezték el. A korabeli kecskemétiek, akik először idegenkedtek az új városházától, Árpádkának nevezték el a pánczélos vitézt. Az oromzati részbe és a második emeleti ablakok közé, a tetőpárkány alatti falmezőkre medalionokba foglalt domborműves arcképek kerültek: Huba, Árpád fejedelem, Zrínyi Miklós, Thököly Imre, Corvin Mátyás, Hunyadi János, Szent István, I. Ferenc József arcmásaival. Az épületen kívül és belül több helyen szerepel a Magyarország és Kecskemét város címere.

### A díszterem freskói
A Városháza dísztermében Székely Bertalan 1895 és 1897 között alkotott freskói láthatók. Ez a mester utolsó világi munkája. A témaválasztásnál két fő szempont játszott szerepet: kapcsolódjon Kecskeméthez, és az 1896-os millenniumi ünnepségekhez méltó legyen. Több javaslat után végül két freskó valósult meg: az egyik a pusztaszeri gyűlés legfontosabb eseményét, a vérszerződést ábrázolja. A hét vezér frízszerűen helyezkedik el, a kép meseszerű hangulatú. Jellemző még a rajz hangsúlyozása, a plasztikusság hiánya. A második kép I. Ferenc József koronázását ábrázolja. A kiemelt csoportban a király alakja mellett Andrássy Gyulát és Simor János hercegprímást láthatjuk. A freskó portrészerű, szinte minden szereplőt hangsúlyossá tesz.
A két, egymástól időben távol eső jelenetet összekapcsoló eseménysor terve nem valósult meg, ehelyett az ablakkal és ajtóval tagolt másik két falfelületre történelmünk nagy egyéniségeinek álló alakos ábrázolásai kerültek. Az ajtóval tagolt falon balra: Széchenyi István, Kossuth Lajos, Deák Ferenc; jobbra pedig: Nagy Lajos, Hunyadi János, Hunyadi Mátyás; az ablakkal tagolt falon balra: II. Rákóczi Ferenc, Bethlen Gábor, Zrínyi Miklós; jobbra pedig: Könyves Kálmán, Szent László, Szent István.
Horthy Miklós kecskeméti bevonulásának 20. évfordulóján a közgyűlés újabb falfestmény elkészítéséről határozott. Először a székely Márton Ferencet (1884–1940) bízták meg, akinek váratlan halálával azonban megbízást Pándy Lajos kapta. A festménynek az elnöki emelvénnyel szemben lévő, a bejárattól jobbra eső falra kellett kerülnie. Az alkotás 1944-ben lett kész, Horthy bevonulását ábrázolta Kecskemétre, stílusában alkalmazkodott Székely Bertalan képéhez. A festményt 1945 után nem tűrték meg a nagyteremben, először csak papírral takarták el, 1959-ben lemeszelték. Ekkoriban a Vérszerződést is pusztulás fenyegette, azonban ez, mivel idejében vászonnal letakarták, fennmaradt.
A Horthy Miklós kecskeméti bevonulását ábrázoló lemeszelt képet 2013-ban még finnszírozási problémák miatt nem, de 2014-ben a renoválásakor napvilágra került és helyreállították, a díszteremben megtekinthető.

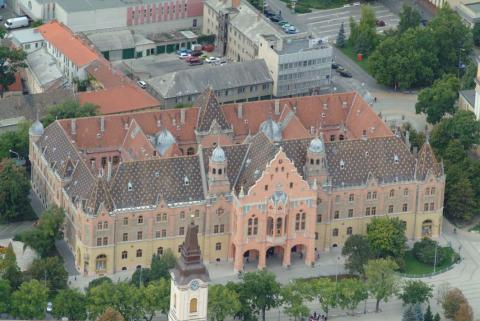
A városháza légifotón
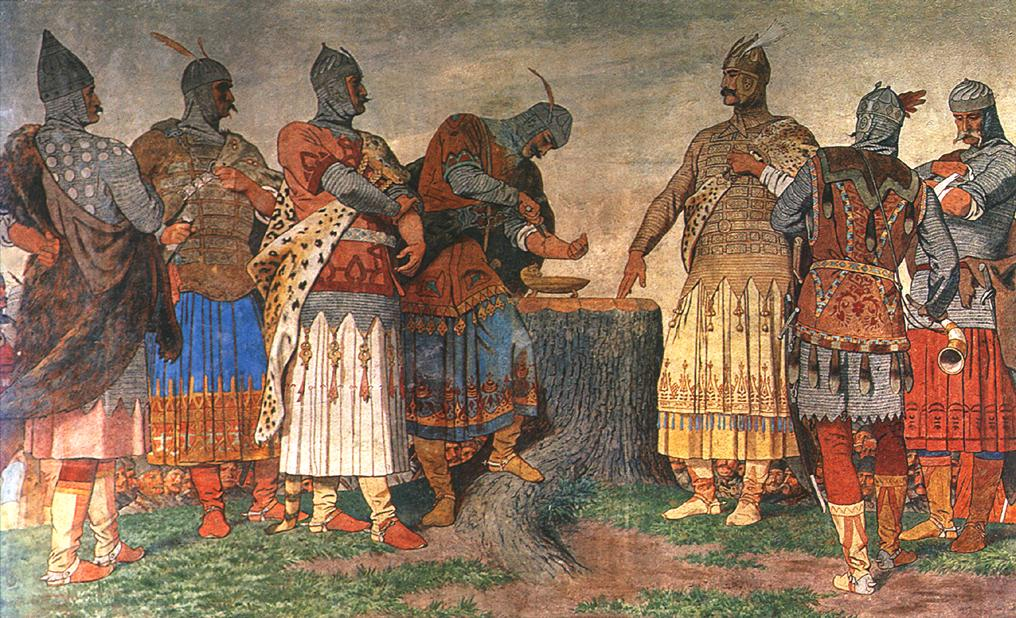
A vérszerződés ábrázolása Székely Bertalan freskóján
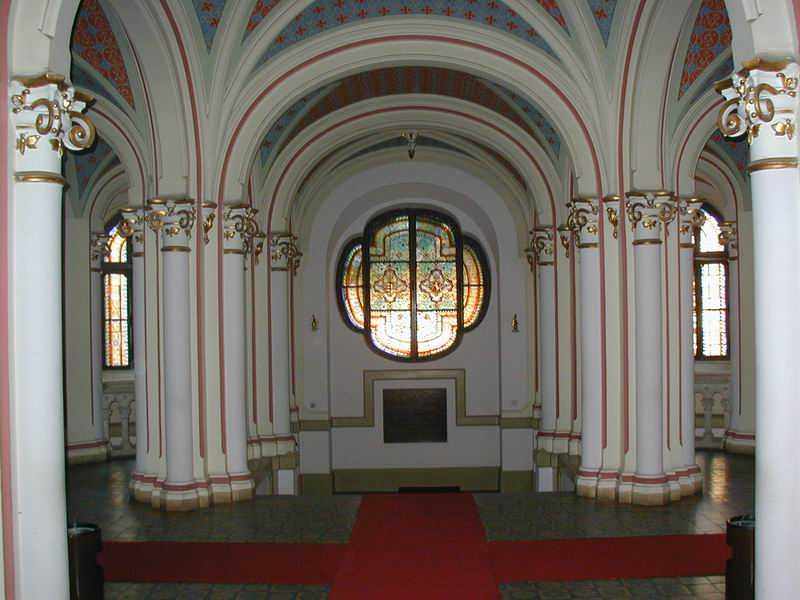
Az épület egyik folyosója

## A Városháza napjainkban
A Városházában átadása óta, így napjainkban is, a városi önkormányzat testületei és hivatalai működnek.
Az önkormányzati üléseket a díszteremben tartják, de házasságkötő teremként is funkcionál.
A homlokzat közepén harangjátékot helyeztek el, amely napközben minden egész órakor többek között Kodály Zoltán Háry-szvitjét játssza el, valamint a Kecskemét is kiállítja kezdetű népdalt. 2023-ban fejeződött be a műemlék felújítása, így visszanyerte eredeti fényét a Városháza Kecskeméten.